# La història interminable
|  | Si cerqueu altres usos, vegeu Die unendliche Geschichte (pel·lícula). |

La història interminable (en alemany Die unendliche Geschichte) és una novel·la de temàtica fantàstica de l'escriptor Michael Ende, escrita l'any 1979 i il·lustrada per Roswitha Quadflieg. Hi ha una traducció en català de Francesca Martínez i Planas, de 1988.

## Argument
En Bastian Baltasar Bux és un nen sapastre que pateix els insults i molèsties dels seus companys de l'escola, i per aquesta raó es considera un nen rebutjat i pensa que l'escola no és un lloc per a ell. Fugint dels seus assetjadors, en Bastian arriba a una llibreria una mica especial on coneix el senyor Karl Konrad Koreander, el llibreter, que en aquell moment llegeix un llibre que de seguida li crida l'atenció: La Història Interminable. El llibre, amb les seves tapes daurades, l'atrau tant que, aprofitant que el senyor Koreander agafa el telèfon, en Bastian el roba i surt corrents. En arribar a l'escola, s'adona que és tard i, com que no hi ha ningú pels passadissos, decideix no entrar a classe. Així que s'amaga a les golfes de l'escola, on comença de llegir el llibre tapat amb una tela, tot escoltant, a través de la finestra, el so de la pluja.
La història comença amb la problemàtica que existeix a Fantasia, el lloc on transcorre l'argument. El No-res s'està apoderant del regne i l'Emperadriu Infantil, reina de tot el món de Fantasia, es troba malalta. Per aquest motiu, a l'Atreiu, un jove indi pell verda, li és encomanada la tasca de salvar Fantasia i l'Emperadriu.
Al llarg del llibre, l'Atreiu viatja per Fantasia per trobar-ne la cura i passa per diferents proves i aventures. Paral·lelament, en Bastian s'adona que alguna cosa estranya succeeix quan llegeix el llibre, ja que sembla que ell i l'Atreiu estiguin connectats. L'Atreiu descobreix que la solució a la malaltia de l'Emperadriu és donar-li un nou nom i en Bastian s'adona que, cada vegada més, és ell qui l'hi ha de donar, però les seves pors no li ho permeten. Així que, en un moment desesperat, l'Emperadriu decideix intervenir mitjançant el Vell de la Muntanya Errant, i l'home comença a llegir de nou la història perquè en Bastian vegi que és ell qui ha de donar el nom a l'Emperadriu.
Quan en Bastian s'atreveix a pronunciar el nom nou de l'Emperadriu, és enviat al món de Fantasia: s'esdevé així la història d'en Bastian, la història de Fantasia.

## Efectes especials de la pel·lícula
Al llarg de la pel·lícula apareixen diverses criatures fantàstiques, les quals són habitants del regne de Fantasia, com el menja-roques o el drac Fújur. El fet és que aquests monstres varen ser creats a mà, és a dir, són personatges que s'han fet artesanalment. Per això aquesta pel·lícula es considera una dels millors exemples en la realització d'efectes especials artesanals.
L'autor d'aquestes criatures és l'artista britànic, Colin Arthur, el qual va començar a endinsar-se en aquest món dels efectes especials amb la producció de 2001: Odissea a l'espai, on va crear les cares dels personatges que feien de simis.
Durant la seva visita a Espanya pel trentè aniversari de la producció de la Història interminable va donar alguns detalls sobre com es va realitzar la pel·lícula. Va explicar que la primera criatura va ser el caragol veloç, un personatge que va néixer de la seva imaginació. Posteriorment es va crear el drac Fúju, un monstre de 14 metres de llargada fet amb material de làtex, escames, plomes i llana. Explica que al seu interior hi havia una gran quantitat de cables amb tensors que feien moure 20 titellaires coordinats per un director d'orquestra. Arthur va confessar que als seus vuitanta anys encara estan en actiu, seguia aplicant tècniques artesanals gairebé extingides per l'arribada de l'era digital. Encara així no va negar que també feia ús d'algunes de les noves tècniques de CGI (imatges generades per ordinador) "Pintar coses en una pantalla no es la meva forma de creativitat, el meu estil és utilitzar una eina sobre un material fins que aconsegueixo trobar la forma que vull, tot i així també crec que els efectes digitals tenen el seu paper", "l'aigua feta amb CGI és perfecte, l'aparença, el moviment, la física, però els efectes de foc i explosions encara no s'han resolt, no són equivalents al que s'aconsegueix amb recursos físics", afegeix.
Pel creatiu, els efectes fets per ordinador són un complement perfecte per a les tècniques artesanes. "Igual que el cinema no va acabar amb el teatre, els efectes digitals no reemplaçaran el treball manual", assegura, i posa com a exemple la propera pel·lícula de Star Wars, un film del director J.J. Abrams que mostrarà molt CGI però barrejat amb tècniques tradicionals (ninots, disfresses, escenaris reals ...). Des del meu punt de vista, mai serà comparable la reacció d'un actor -sobretot un nen- davant d'un bon ninot animatrònic que actuant davant d'una pantalla verda (croma)", comenta.

## Personatges principals
Bastian: és un nen d'uns deu anys aproximadament, grassonet i marginat, que s'evadeix de la seva vida quotidiana llegint llibres. Gràcies a aquesta afició, s'endinsarà al món de Fantasia i aconseguirà alliberar-lo del No-res i salvar l'Emperadriu Infantil.
Atreiu: pertany a la tribu dels pells verdes. Fou escollit per l'Emperadriu per trobar el remei contra el No-res i, acompanyat per en Fuixur, es veurà envoltat en més d'una prova.
Artax: és el fidel cavall que acompanya l'Atreiu.
Fuixur: és un drac blanc de la sort que els acompanyarà.
Emperadriu Infantil: és la reina de tots els països que formen el regne de Fantasia. Malgrat tenir el rostre d'una noia jove, l'Emperadriu és un dels éssers més antics de Fantasia. Posseeix un penjoll màgic, l'AURYN, anomenat de diverses maneres alternatives a causa de la seva grandesa, que és el símbol del seu poder.

## Personatges secundaris
Karl Konrad Koreander: és un vell llibreter que coneix en Bastian un dels dies que fugia dels seus companys d'escola. Al senyor Koreander no li agraden els nens, però sembla que simpatitza amb en Bastian. Gràcies a ell, en Bastian aconsegueix el llibre de la Història Interminable.
Blubb: és un foc follet enviat a veure a l'Emperadriu, perquè la seva terra està afectada pel No-res.
Uckuck: és un nan missatger també enviat des de la seva terra a veure l'Emperadriu. Aquest viatja amb un cargol súper veloç.
Vúschvusul: és un ésser nocturn enviat, com els altres dos, també per resoldre el problema del No-res.
Pyernrajzark: és un menja roques missatger del seu país a la Torre de l'Emperadriu per resoldre el problema del No-res, com els anteriors personatges.
Cairon: és un metge centaure (meitat del cos és humà, l'altra meitat és un cavall) del regne de Fantasia. L'Emperadriu li encarrega la missió de trobar l'Atreiu.
Morla: és una tortuga gegant que té un país sobre d'ella. Amb els anys, s'ha tornat una mica excèntrica i parla com si fos dos tortugues a l'hora.
Trolls: són tres trolls del bosc de Haule que han perdut part dels seus cossos per culpa del No-res. Aquests ensenyaran a l'Atreyu què és el No-res.
Ygamul: és un monstre blau ple d'insectes que va canviant de forma.
Enguivuck: és un nan que ha estudiat durant tota la seva vida, la manera d'anar a veure l'Oracle del Sud. Ajudarà l'Atreiu a trobar-la.
Urgl: és la dona d'Enguivuck. És una experta curandera i aconsegueix guarir l'Atreiu quan estava mal ferit.
Uyulala: és l'Oracle del Sud, no té cos, només s'escolta la seva veu.
Lirr, Baureo,Schirk, Mayestril: són els gegants del vent. El primer és el del nord, el segon el de l'est, el tercer el del sud i l'últim el de l'oest.
Gmork (Bèstia - llop): és una bèstia misteriosa que, al llarg de la història, persegueix a l'Atreiu, al final del llibre tenen un enfrontament.
El vell de la Muntanya Errant: és un dels éssers més antics de Fantasia, és l'encarregat d'escriure tot el que passa mentre en Bastian va llegint.
Graograman: és un lleó molt gran, la seva pell i la seva cabellera canvien de color quan trepitja terres diferents. És anomenat la Mort Virolada, ja que tot allò que està al seu voltant es converteix en cendres.
Hýnreck: és un heroi enamorat de la princesa Oglamar.
Oglamar: és la princesa de la qual està enamorat en Hýnreck i filla del rei Lunn.
Hýkron, Hýsbald, Hydorn: són els tres amics guerrers d'en Hýnreck.
Els Ayayai: són un éssers que viuen en les profunditats de la terra. Fan objectes de plata netejant-la amb les seves llàgrimes.
Xayide: és la dona més poderosa i dolenta del regne de Fantasia. Durant la seva aventura, aconsegueix posar en Bastian en contra de l'Atreiu i en Fuixur.
Aiuola: és un ésser mig planta mig persona força peculiar i amb un perfil maternal, molt hospitalari amb en Bastian.
Yor: és un miner cec, gran i vell.

## Curiositats
- L'edició original d'aquest llibre, respectada també en moltes edicions i traduccions, és impresa en dos colors diferents: en tinta vermella, quan llegim què li passa a en Bastian, i en tinta verda, quan som dins el llibre.
- Se n'han fet tres adaptacions al cinema, però les dues darreres, si bé mantenen els personatges de la història original, tenen un fil argumental totalment diferent.